# International Classification of Functioning, Disability and Health
De International Classification of Functioning, Disability and Health (officieel afgekort tot ICF) is een classificatie waarmee het menselijk functioneren kan worden omschreven. Het doel van de ICF is om door middel van het in kaart brengen van begrippen voor gezondheid en gezondheidszorg een basis te leggen voor een gemeenschappelijke standaardtaal.

## Geschiedenis
De classificatie werd voor het eerst voor experimentele doeleinden gepubliceerd in 1980 als de International classification of impairments, disabilities and handicaps (ICIDH) door de WHO. Na internationale consultatie werden de termen 'stoornis', 'beperking' en 'handicap' neutraal geformuleerd in 'activiteiten' en 'participatie'. Op 22 mei 2001 werd de ICF goedgekeurd door de 54e World Health Assembly voor internationaal gebruik (Resolutie WHA 54.21). De ICF maakt, naast onder andere de ICD-10 deel uit van de WHO Familie van Internationale Classificatie (WHO-FIC) van de Wereldgezondheidsorganisatie (WHO).

## Indeling
De ICF bestaat uit twee delen met elk twee componenten:
- Het eerste deel is het functioneren met de componenten:
  - functies en anatomische eigenschappen die grotendeels geordend zijn volgens orgaansystemen
  - activiteiten en participatie vanuit het perspectief van het menselijk handelen en van deelname aan het maatschappelijk leven.
- Het tweede deel is die van factoren met de componenten:
  - externe factoren vormen de fysieke en sociale omgeving waarin mensen leven.
  - persoonlijke factoren betreft de individuele achtergrond van het leven van het individu. Deze persoonlijke factoren zijn nog niet geclassificeerd in de ICF vanwege de grote sociale en culturele verschillen die erin voorkomen.